# Bryum arcticum
Bryum arcticum är en bladmossart som beskrevs av Bruch och W. P. Schimper in B.S.G. 1846. Bryum arcticum ingår i släktet bryummossor, och familjen Bryaceae. Arten är reproducerande i Sverige. Inga underarter finns listade i Catalogue of Life.